# Distrito electoral de Winchester n.º 3
Winchester No. 3 Precinct es una subdivisión territorial del condado de Scott, Illinois, Estados Unidos. Según el censo de 2020, tiene una población de 786 habitantes.
De los 102 condados del estado de Illinois, 17 (entre ellos, el condado de Scott) están subdivididos en "precintos". Los restantes condados están subdivididos en townships. A pesar de esta distinción, a veces también se hace referencia a los precintos como civil townships.
A diferencia de los precintos electorales, estos precintos no están necesariamente restringidos a un solo distrito electoral. En cambio, sirven como subdivisiones del condado. No deben ser confundidos, por lo tanto, con distritos electorales.

## Geografía
La subdivisión está ubicada en las coordenadas 39°37′5″N 90°26′0″O / 39.61806, -90.43333. Según la Oficina del Censo, tiene una superficie de 20.97 km², correspondientes en su totalidad a tierra firme.

## Demografía
Según el censo de 2020, hay 786 personas residiendo en la zona. La densidad de población es de 37.48 hab./km². El 97.20% de los habitantes eran blancos, el 0.25% eran afroamericanos, el 0.13% era asiático y el 2.42% eran de una mezcla de razas. Del total de la población, el 0.64% eran hispanos o latinos de cualquier raza.